# آگوتی کالینوفسکی
آگوتی کالینوفسکی (نام علمی: Dasyprocta kalinowskii) نام یک گونه از سرده آگوتی است.